# بيلي جو شافر
بيلي جو شافر (بالإنجليزية: Billy Joe Shaver)‏ هو مغن مؤلف وموسيقي ومؤلف أمريكي، ولد في 16 أغسطس 1939 في كورسيكانا في الولايات المتحدة.

## وصلات خارجية
- الموقع الرسمي
- بيلي جو شافر على موقع IMDb (الإنجليزية)
- بيلي جو شافر على موقع ميوزك برينز (الإنجليزية)
- بيلي جو شافر على موقع إن إن دي بي (الإنجليزية)
- بيلي جو شافر على موقع أول ميوزيك (الإنجليزية)
- بيلي جو شافر على موقع ديسكوغز (الإنجليزية)
- بيلي جو شافر على موقع قاعدة بيانات الفيلم (الإنجليزية)